# Balbusteatern
Balbusteatern (latin Theatrum Balbi, italienska Teatro di Balbo) uppfördes på Marsfältet i Rom på initiativ av den romerske politikern och generalen Lucius Cornelius Balbus, en av kejsar Augustus nära förtrogna. Teatern, som invigdes år 13 f.Kr., skadades i en eldsvåda under kejsar Titus (79–81) och restaurerades av kejsar Domitianus (81–96).
Balbusteatern, som var Roms tredje största teater efter Pompejus teater och Marcellusteatern, uppfördes till minne av Lucius Cornelius Balbus seger över garamanterna i antikens Libyen år 19 f.Kr. Teatern innehöll bland annat små kolonner i onyx, en sällsynt ädelsten vid denna tid.
Resterna av Balbusteatern är begravda under Palazzo Caetani och Palazzo Mattei di Giove.

## Bilder
| - Ruinerna av Balbusteatern. Gravyr efter en teckning av Giuliano da Sangallo. |

| Plan över Campus Martius |
| --- |
| Tibern Navalia Circus Flaminius Marcellusteatern Diana- templet Pietas- templet Janustemplet Junos tempel Spestemplet Bellona- templet Apollo Sosianus tempel Jupiter Stators tempel Juno Reginas tempel Octavias portik Filippus portik Hercules Musarum- templet Octavius portik Balbus- teatern Crypta Balbi Porticus Minucia Nymfernas tempel Diribitorium Juturnas tempel Fortunas tempel Feronias tempel Lares Permarinis tempel Pompejus curia Pompejus portik Pompejusteatern Venus Victrix tempel Marstemplet Hercules Custos tempel Castors och Pollux tempel Pons Fabricius Tiberön Porticus Maximae Neptunus- templet Divorum Villa Publica Hecatostylon Fortuna Equestris tempel Statilius Taurus amfiteater |